# Naamsepoort

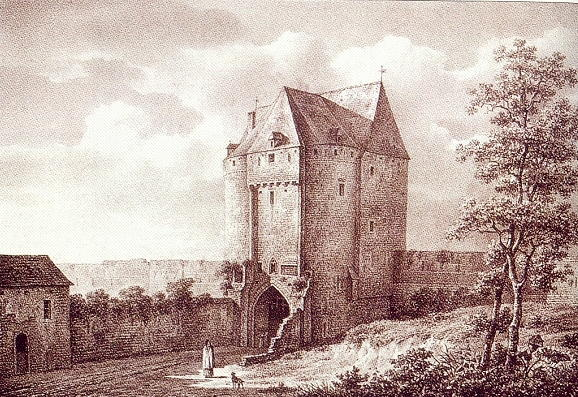
De Naamsepoort aan het einde van de 18e eeuw

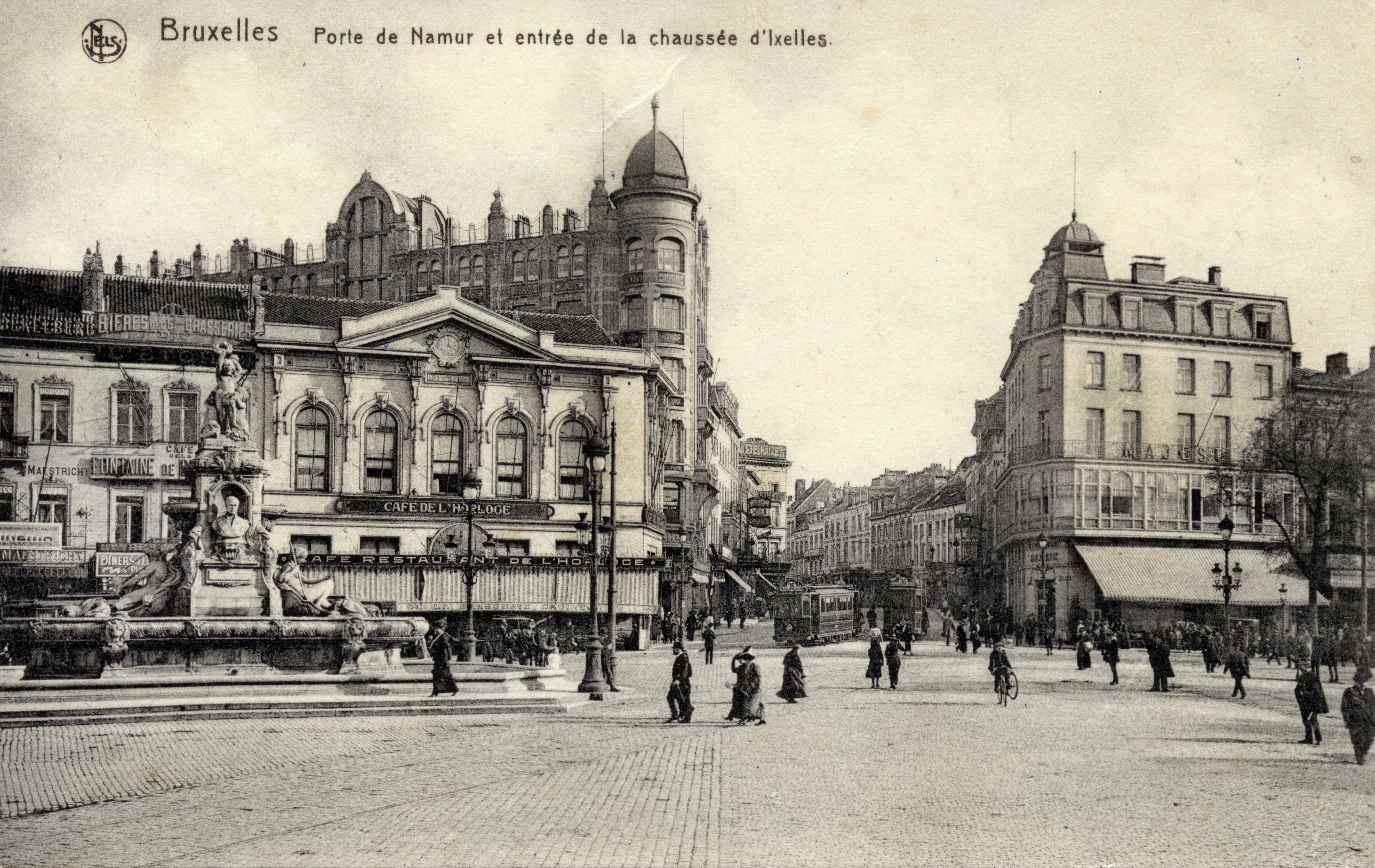
Rond 1900 was de Naamsepoort een chique buurt geworden, met onder meer de Fontein Charles de Brouckère.

De Naamsepoort (Frans: Porte de Namur) is een voormalige stadspoort in Brussel. De poort was onderdeel van de 14e-eeuwse tweede ommuring van de stad en werd afgebroken in 1784. Zoals vaak het geval is bij stadspoorten werd de Naamsepoort genoemd naar de stad waar de weg ervandaan naar leidde: Namen. Op de locatie van de geslechte stadsmuur ligt tegenwoordig de Kleine Ring van Brussel. Het plein waar de kleine ring de Elsensesteenweg en de Naamsestraat kruist heet nog altijd Naamsepoort. Hier, op de grens van de gemeenten Brussel-Stad en Elsene, bevindt zich tevens het metrostation Naamsepoort. De wijk aan de Elsense zijde van de kleine ring wordt eveneens Naamsepoort genoemd. Deze wijk is niet te verwarren met Matonge, dat zich iets verder naar het zuidoosten bevindt.
De Naamsepoort lag aan de voet van de Koudenberg, ten zuidoosten van het Brusselse centrum. Ze verving in 1384 de Coudenbergpoort van de eerste ommuring, die zich nabij de Brederodestraat bevond, en werd daarom ook wel Nieuwe Coudenbergpoort genoemd.